# Berberidaceae
Berberidaceae é uma família de angiospermas (plantas com flores - subclasse Magnoliidae), pertencente à ordem Ranunculales.

## Características Gerais

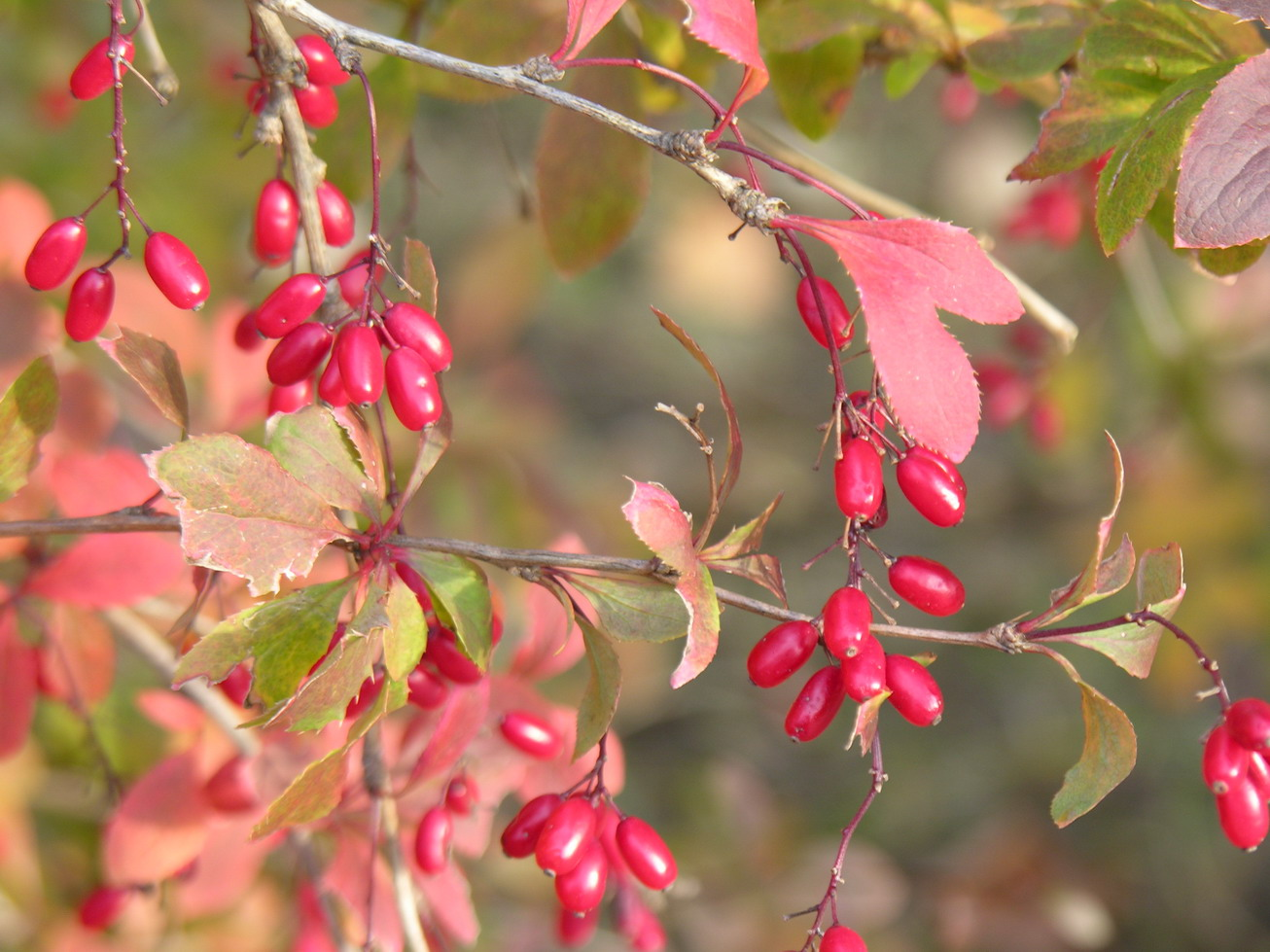
Berberis vulgaris

As berberidaceae possuem 15 gêneros, com aproximadamente 650 espécies com distribuição nas regiões temperadas do hemisfério norte e na América do Sul. No Brasil pode ser encontrada principalmente nas regiões Sul e Sudeste, nos estados de Minas Gerais, Rio de Janeiro, São Paulo, Paraná, Rio Grande do Sul e Santa Catarina. O principal gênero desta família é o gênero Berberis, com cerca de 600 spp.
- Berberis L[2].

Arbustos ou pequenas árvores com até 3,5m. Folhas simples; inflorescência racemosa; flores vistosas. Possuem baga pequena, pruinosa com sementes oblongadas e cotilédones foliáceos. O gênero possui cerca de 600 espécies, a maioria distribuída pelo hemisfério Norte , serras e campos das regiões Sudeste e Sul do Brasil, Uruguai e Argentina.

## Características Morfológicas

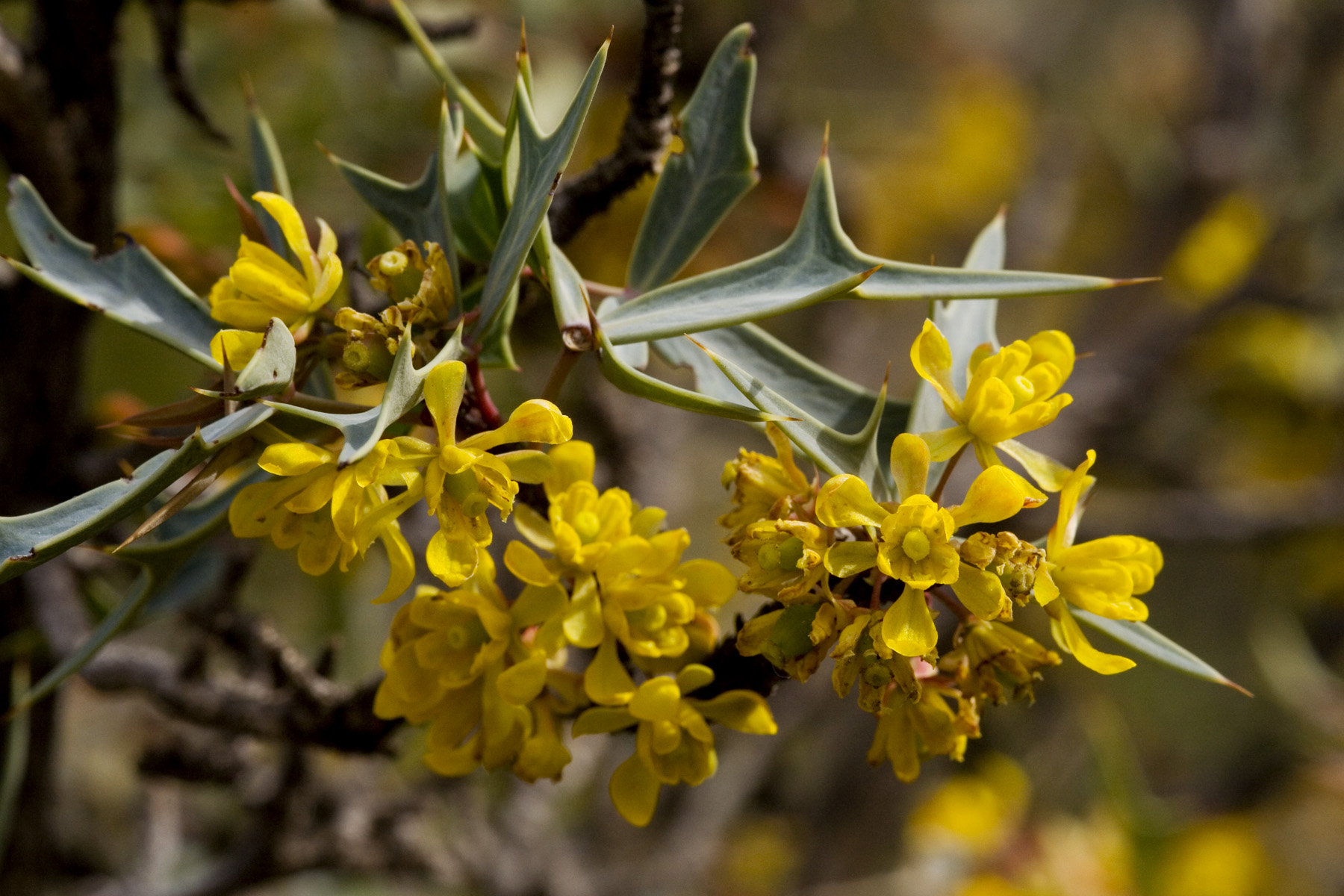
Berberis trifoliolata, Rocky Arroyo a leste de Three Forks, Montanhas Guadalupe, Condado de Eddy, Novo México, 9 de abril de 2010.

As Berberidaceae são arbustos ou árvores pequenas. Possuem folhas geralmente alternas e espiraladas, simples, às vezes lobadas ou partidas a compostas, às vezes reduzidas e unifoliadas. Apresentam inflorescências variadas, flores bissexuais, radias, com perianto geralmente 3-mero. As sépalas geralmente são 6, livres, imbricadas. As pétalas externas são 6, livres , imbricadas, sem glândulas de néctar. Pétalas internas, geralmente são 6, com secreção de néctar, vistosas ou representadas apenas por pequenas escamas. Possuem estames geralmente 6, comumente oposto ás pétalas, filetes geralmente livres. Um carpelo; ovário súpero, com placentação lateral e basal; estigma capitado a 3-lobado. Os óvulos geralmente são numerosos. Fruto cápsula, baga ou folículo, possuindo sementes frequentemente ariladas.

## Relações Filogenéticas
O genêro Nandina é o grupo irmão dos demais membros da família, que apresentam em comum o hábito herbáceo  e as anteras que são deiscentes por duas valvas.
Os gêneros Leontice, Gymnosperum e Caulophyllum são caracterizados por suas pétalas flabeliformes e secretoras de néctar, pelo polén com ornamentação reticulada, pela placentação basal e pelo número cromossômico básico 8. Os outros gêneros formam um clado sustentado pela presença de carpelos com muitos óvulos. Um grupo que esta dentro deste clado, contendo Ranzania e Berberis pode ser diagnosticado pela presença de pétalas internas com pares de glândulas basais, estames sensitivo e pelo numero cromossômico básico 7. As apomorfias de Berberis são: hábito lenhoso secundário, folhas com dentes espinhosos, aberturas irregulares do pólen, placentação basal e embrião grande. Podophyllum, Diphylleia e taxa afins formam um clado sustentado pela presença de caules com feixes vasculares esparsos e folhas simples com nervuras terminando no dente da folha.
Por último, os gêneros Epimedium, Vancouveria , Jeffersonia e taxa afins devem formar um grupo monofilético sustentado pelas folhas dispostas em roseta basal e pelos frutos que são deiscentes por uma fenda horizontal.

## Ocorrência No Brasil
A ocorrência de Berberidaceae no Brasil se dá principalmente no sul e sudeste do país, sendo que o gênero Berberis é o único encontrado.  Dentro deste gênero, 4 espécies são encontradas no brasil, sendo que 3 delas são endêmicas. As espécies de Berberis podem ser principalmente encontradas na Mata Atlântica. 

## Importância Econômica

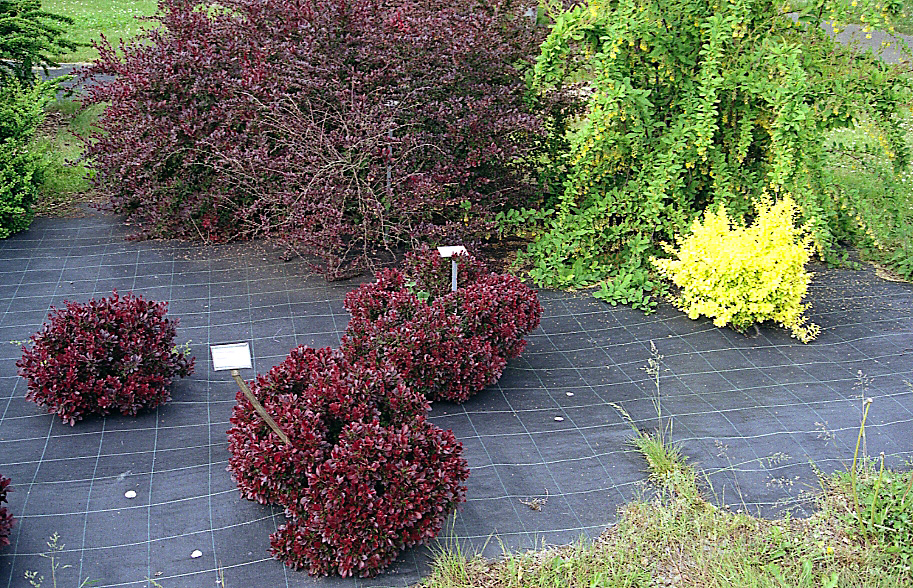
Berberis utilizada como ornamento

As Berberidaceae possuem valor econômico em função do seu cultivo ornamental, principalmente os gêneros Berberis e Nandina. Além do valor ornamental, o gênero Berberis possui frutos que são utilizados na produção de um alimento chamado marmelada.

## Gêneros
| - Achlys - Berberis - Bongardia - Caulophyllum - Diphylleia - Dysosma - Epimedium - Gymnospermium | - Jeffersonia - Leontice - Mahonia - Nandina - Podophyllum - Ranzania - Vancouveria |